# Relacions entre l'Església Catòlica i l'Església Ortodoxa

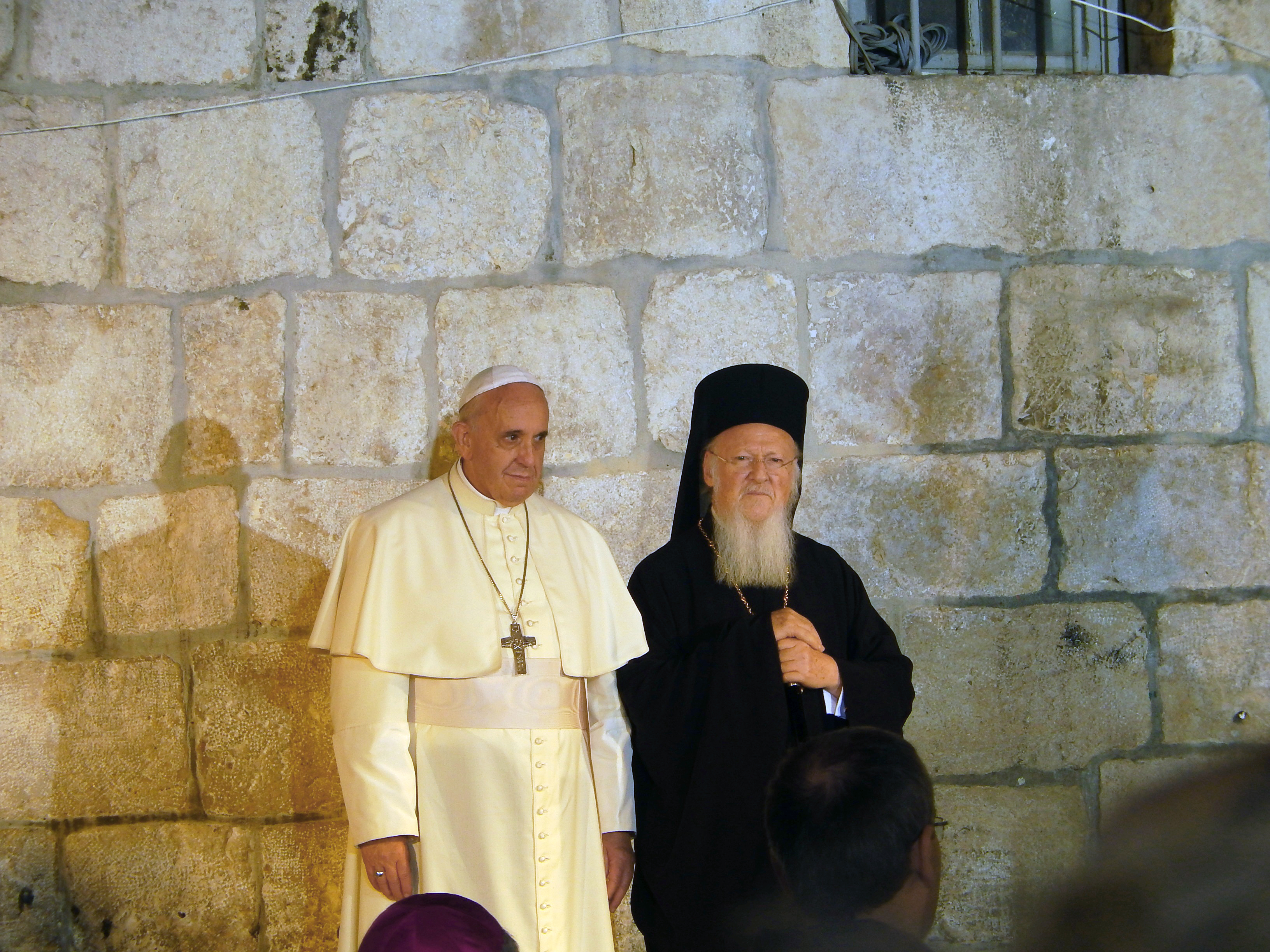
El papa Francesc i el patriarca Bartomeu

Les relacions entre l'Església Catòlica i l'Església Ortodoxa han esdevingut més cordials al llarg del segle passat gràcies als esforços de totes dues esglésies per alimentar el diàleg de la caritat. El Concili Vaticà II (1962-1965) obrí un nou període en les relacions de l'Església Romana envers l'Església Ortodoxa, descrivint els ortodoxos afectuosament com a «germans separats» amb sagraments vàlids i un sacerdoci apostòlic. L'Església Ortodoxa, per la seva banda, encoratjà les esglésies locals a preparar-se per a un futur diàleg en la tercera conferència panortodoxa, celebrada a Rodes el 1964, i des d'aleshores ha col·laborat amb el Vaticà en diverses iniciatives ecumèniques. En un avenç encara més significatiu, el 1965 el papa Pau VI i el patriarca ecumènic Atenàgores rescindiren les excomunions mútues que es mantenien vigents des del 1054. Més recentment, el novembre del 2019, l'actual patriarca de Constantinoble, el patriarca Bartomeu, afirmà que creu que la reunificació de les Esglésies és inevitable.
L'Església Catòlica i Església Ortodoxa no estan en comunió des del Gran Cisma d'Orient del 1054. Abans d'aquest cisma ja hi havia divisions informals entre Occident i Orient, però eren disputes internes en el si d'una església que era «una, santa, catòlica i apostòlica», com diu el credo nicè. Les dues esglésies no se separaren formalment fins al segle xi i, per tant, les seves relacions es remunten a aquell temps. La divisió ha estat profundament lamentada per persones dels dos costats, atès que contradiu el desig de Jesucrist «que tots siguin u» (Joan 12, 21). Sobretot en les últimes dècades, l'angoixa que genera en les dues esglésies ha donat peu a iniciatives per restaurar la unitat cristiana.